# NGC 62

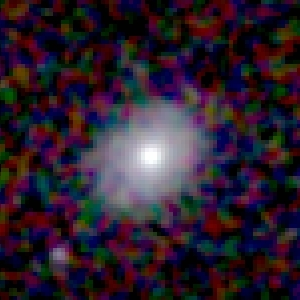
NGC 62 par 2MASS (proche-infrarouge)

NGC 62 est une galaxie spirale intermédiaire située dans la constellation de la Baleine. Sa vitesse par rapport au fond diffus cosmologique est de  NGC 62 a été découverte par l'astronome français Édouard Stephan en 1883.

## Caractéristiques
Sa vitesse par rapport au fond diffus cosmologique est de 6 131 ± 45 km/s, ce qui correspond à une distance de Hubble de 90,4 ± 6,4 Mpc (∼295 millions d'al).
La classe de luminosité de NGC 62 est I.